# Alhena
Alhena (γ Gem / γ Geminorum / Gamma Geminorum), chiamata anche Almeisan, è la terza stella più luminosa della costellazione dei Gemelli, dopo Polluce e Castore. Essa brilla alla magnitudine +1,9, il che ne fa la quarantunesima stella più luminosa dell'intera volta celeste. Il nome Alhena deriva dall'Arabo الهنعه Al Han'ah, che significa marchio a fuoco (sul collo del cammello), mentre il nome alternativo Almeisan deriva dall'arabo المیسان Al Maisan, che significa la splendente. Distante dalla Terra 105 anni luce, si tratta di una stella 160 volte più luminosa del Sole.

## Osservazione
Alhena è posta nella parte sud-ovest dei Gemelli, in corrispondenza dei piedi di Polluce. Essa inoltre si trova a nord di uno dei più conosciuti asterismi, quello del Triangolo invernale. Avendo declinazione +16°, cioè essendo collocata abbastanza vicino all'equatore celeste, benché si tratti di una stella dell'emisfero boreale è visibile anche in tutte le regioni abitate dell'emisfero australe. Diviene circumpolare solo nelle estreme regioni settentrionali dell'emisfero boreale, oltre il 74º parallelo, ossia nelle parti più settentrionali della Russia, del Canada e della Groenlandia.

## Caratteristiche fisiche
Alhena è una stella subgigante di classe spettrale A0. La sua temperatura superficiale di 9.260 ± 310 K le conferisce un colore bianco. Dalla distanza e dalla magnitudine apparente si può calcolare la luminosità intrinseca di questa stella, che risulta essere 160 volte quella del Sole, decisamente più alta di quella delle stelle di classe spettrale A0 appartenenti alla sequenza principale. In effetti Alhena ha da poco esaurito l'idrogeno presente nel suo nucleo e possiede attualmente un nucleo inerte di elio che si sta lentamente contraendo. Essa è quindi recentemente uscita dalla sequenza principale e ha intrapreso il cammino che la porterà a diventare una gigante rossa. La contrazione del nucleo ne sta facendo aumentare la temperatura: questa sta producendo un innalzamento della luminosità della stella e l'espansione e il raffreddamento dei suoi strati superficiali.
L'abbondanza di metalli di Alhena risulta essere comparabile a quella solare, mentre la sua velocità di rotazione è 32 km/s, il che le permette di compiere una rotazione su se stessa in circa 80 giorni. L'espansione a cui la stella sta andando incontro sta lentamente rallentando la sua velocità di rotazione a causa della legge di conservazione del momento angolare.

## Sistema
Alhena è in realtà una stella doppia, avendo la principale una compagna. Ciò fu scoperto nel 1905. Non è possibile risolvere le due componenti mediante un telescopio vista la distanza del sistema, quella fra le due componenti e la loro grande differenza di luminosità. Si è quindi ricorsi a metodi spettroscopici, misurando le differenze di velocità radiale della principale. Tuttavia il 13 gennaio 1991, l'asteroide 381 Myrrha ha occultato Alhena ed è stato possibile osservare direttamente la secondaria per il breve lasso di tempo in cui la principale era ancora eclissata dall'asteroide, mentre la secondaria non lo era già più.
Il sistema di Alhena è stato fatto oggetto di numerose indagini e c'è una discreta conoscenza delle sue caratteristiche. Le difficoltà dello studio del sistema sono determinate dalla combinazione di un periodo orbitale abbastanza lungo con una eccentricità molto elevata. La secondaria orbita intorno alla principale con un periodo di 4614.51 giorni (poco più di 12 anni e mezzo) e l'eccentricità dell'orbita è 0,8933. La distanza media fra le due componenti è di 8,5 unità astronomiche, ma l'alta eccentricità dell'orbita le porta ad avvicinarsi fino a 1 UA al periastro e ad allontanarsi fino a circa 18 UA all'afastro.
La differenza di luminosità fra le due componenti dovrebbe aggirarsi intorno alle 6 ± 0,5 magnitudini, il che significa che la seconda dovrebbe avere una luminosità di circa 0,6 L☉. Ciò non collima del tutto con le masse stimate delle due componenti: 2,8 M☉ e 1,07 M☉. Secondo la misura della massa infatti la secondaria dovrebbe essere una stella simile al Sole e trovarsi fra le prime sottoclassi della classe spettrale G. Secondo la misura della differenza di luminosità invece la secondaria dovrebbe essere una stella che si colloca fra le ultime sottoclassi della classe G e le prime della classe K. L'osservazione diretta durante l'occultamento della principale tramite l'asteroide ha rivelato che la stella è di colore giallo e che quindi dovrebbe trattarsi di una stella di classe G. Evidentemente ci sono però ancora troppe incertezze nelle misurazioni, che richiedono ulteriori studi. In ogni caso dovrebbe trattarsi di una stella di sequenza principale, essendosi le due componenti formate dalla stessa nuvola di gas ed evolvendo le stelle di massa più grande più velocemente.